# Kulusuk
Kulusuk (duń. Kap Dan) – miejscowość na  wschodnim wybrzeżu Grenlandii w gminie Sermersooq. Znajduje się w okolicy Tasiilaq (Ammassalik). W Kulusuk mieści się port lotniczy. Osadę zamieszkują głównie Inuici.
Według danych oficjalnych liczba mieszkańców w 2011 roku wynosiła 267 osób.